# Santuari de la Mare de Déu de Fàtima dels Límits
Santuari de la Mare de Déu de Fàtima dels Límits és una obra del municipi de la Jonquera inclosa en l'Inventari del Patrimoni Arquitectònic de Catalunya.

## Descripció
Situada al nord del nucli urbà de la població de La Jonquera, al veïnat dels Límits, a la banda de migdia del Portús.
Església d'una sola nau amb absis semicircular capçat a tramuntana. La nau (arquitectura) està coberta per la solera de la mateixa teulada, de fusta, sostinguda per arcs de mig punt. En canvi, l'absis presenta volta de mitja esfera i s'obre a la nau mitjançant un arc triomfal força tancat. Als murs laterals hi ha petites capelles d'arc rebaixat a manera de fornícules. Cada una presenta una finestra d'arc de mig punt que il·lumina l'interior. Damunt seu hi ha grans finestrals d'arc rebaixat, tapiats amb obres pictòriques. Als peus hi ha el cor, amb barana d'obra i fusta, i cobert amb un arc de mig punt. La sagristia està ubicada darrere l'absis i s'hi accedeix mitjançant una petita porta de mig punt situada al costat de l'altar. La façana principal presenta un cos adossat bastit amb carreus de granit ben desbastats. La porta d'accés és rectangular, amb l'emmarcament motllurat i un frontó sense cloure a la part superior. A banda i banda hi ha dos grans finestres circulars amb el mateix tipus de marc que la porta. Aquest cos està rematat per un coronament triangular. La resta de la façana presenta tres finestrals allargats de mig punt amb el mateix ampit i, damunt seu, coronant el parament, un petit campanar d'espadanya de dos ulls de punt rodó superposats.
La construcció està arrebossada i emblanquinada.

## Història
A l'exterior del temple hi ha una placa commemorativa referent a la fundació de l'edifici. El terreny fou donat per la família Pujol Sagué i la verge pelegrina de Fàtima hi arribà el dia 24 de juny de 1949. La primera pedra es posà el dia 10 de juliol de 1950 i la inauguració va ser el 21 d'octubre del mateix any. En la mateixa placa es va saber que els veïns de la zona col·laboraren en l'edificació del temple.